# 達澳頜鱗鰕虎
達澳頜鱗鰕虎（学名：Gnatholepis davaoensis）为鰕虎科頜鱗鰕虎魚屬下的一个种。